# 加藤久米四郎

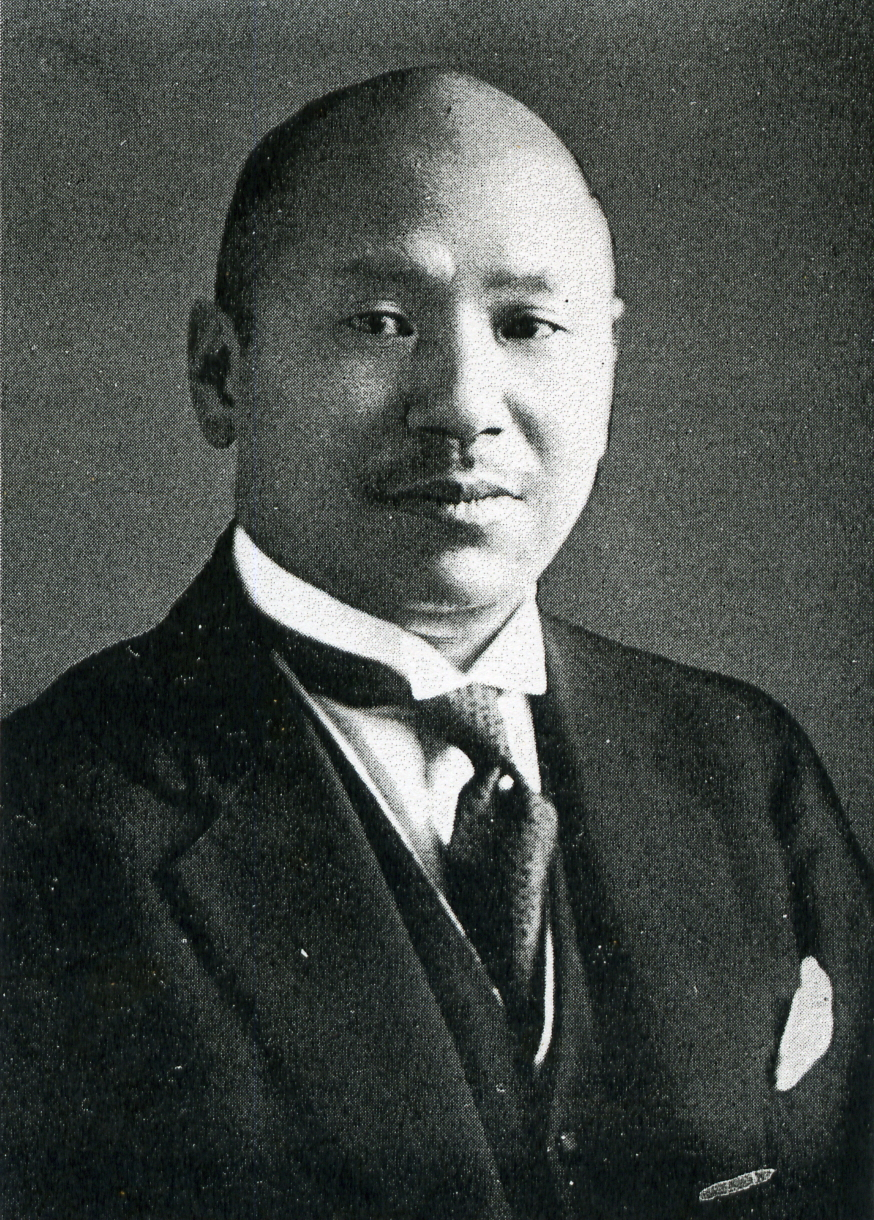
加藤久米四郎

加藤 久米四郎（かとう くめしろう、1884年（明治17年）6月1日 - 1939年（昭和14年）1月7日）は、日本の衆議院議員（立憲政友会→政友本党→立憲政友会）。

## 経歴
三重県桑名郡大山田村（現在の桑名市）出身。加藤久米治の四男。1907年（明治40年）、日本大学を卒業。卒業後、日本大学の幹事として経営に参加した。
水野錬太郎の知遇を得、寺内内閣で水野が内務大臣に就いたとき、大臣秘書官を務めた。1920年（大正9年）の第14回衆議院議員総選挙に政友会から出馬し、当選。議員就任後も加藤友三郎内閣と清浦内閣で内務大臣になった水野の秘書官を務めた。
その後、田中義一内閣で内務参与官、犬養内閣で拓務政務次官、第1次近衛内閣で陸軍政務次官を歴任した。

## 栄典
- 1930年（昭和5年）12月5日 - 帝都復興記念章[5]

## 著書
- 軍事国際法綱要（清水書店 1913年） - 三沢政武との共著
- 憧憬より自覚へ - 地方青年に檄す（成文舎出版部 1924年）